# リスク指標

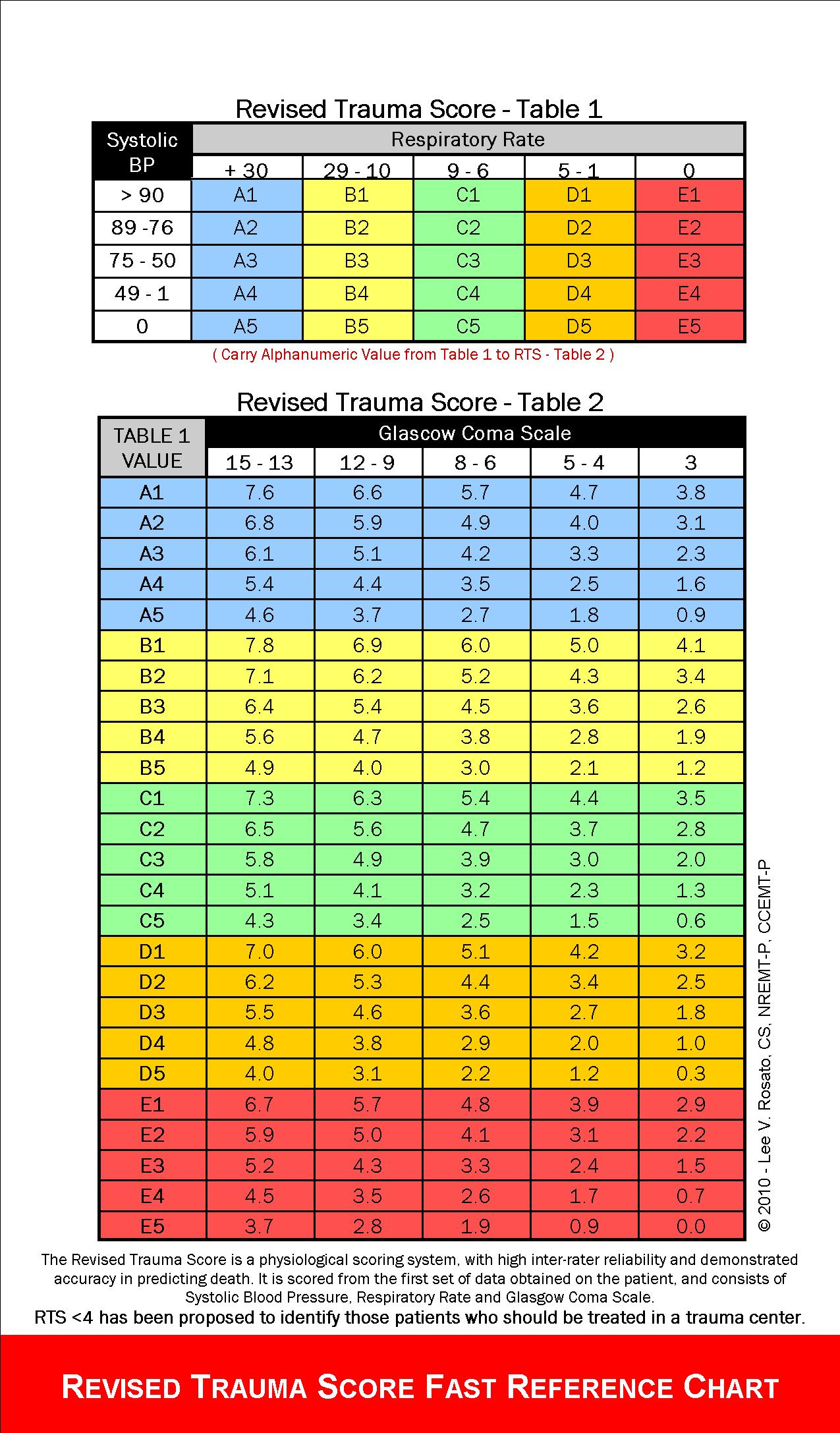
外傷スコアの早見表(参照:#例3:トリアージでの判定方法)

リスク指標（りすくしひょう,英語:Risk Index, RI）とは、リスクアセスメントの手法の1つで、採点方式でリスクを推定する方法である。
ISO31010では「リスク指標は、順序尺度を用いた採点方式を採用して導出する推定値であり、リスクの半定量的尺度である。」という説明がある。
出典 : ISO 31010 , JIS Q31010-2012

## 概要
リスクを点数化することでリスク度合いを判定する。
いろいろな状況、目的などの状態を点数化し、それらを計算式で計算してリスク度合いを割り出す。リスク内容ごとに、計算方法が異なる。

## 用途
さまざまなリスクの分類に利用できる。リスクの度合いの計算は簡単にできる。
しかも、複数の要因が影響する場合でも判定が簡単にできる。
その反面、リスク算出方法の作成は、十分な知識と検討と検証が必要となり手間も時間もかかる。

## 特徴

### 長所
- リスクの順位付け可能 - 簡単にリスクの度合いが分かる。正しいリスク計算方法があれば単に計算するだけでよい。逆に正しい算出方法を作るのが難しい。
- 複数の要因に対応可能 - 計算式が決まっていれば、リスクの要因が複数の場合でも簡単にリスクの度合いを数値化して判断できる。個別の要因が問題ないレベルであっても、それらの要因を全体として判断した時に重大なリスクとなる場合にも対処できる。

### 短所
- 算出方法と採点結果の妥当性の検証 - 算出方法が正しいことを十分な検証が必要となる。
- 採点の算出方法との妥当性の確認 - 算出方法を作成するには、リスクの各要因がどのように影響するかを分析する必要がある。また、算出方法を簡単に作成できるモデルは存在しない。

## 例
リスク算出値は単なる数値や分類になるため、ここではリスクの算出プロセスを提示する。

注意 この節の情報は例示であって正確な情報はリンク先を御覧ください。
注意 リンク先の内容は医療分野があり衝撃的な場合もあります。

### 例1:熱傷指数
Burn Index (BI)。下記を満たす場合を重症熱傷とする。
- Burn Index (BI) = 1⁄2 II度熱傷面積 + III度熱傷面積 ≧ 10 から 15 （単位：%BSA）

### 例2:簡易気道リスク指数
麻酔科医や救急救命士の気管挿管作業の困難さの指標。
下記の点数の合計値で、困難さを判定する。
|   | パラメータ                      | 0 points             | 1 point          | 2 points |
| - | ------------------------------- | -------------------- | ---------------- | -------- |
| 1 | 口の開口幅                      | > 4 cm               | <4 cm            |          |
| 2 | 喉までの距離                    | >6.5 cm              | 6.0 ～ 6.5 cm    | <6 cm    |
| 3 | Mallampati                      | I , II               | III              | IV       |
| 4 | 頚部可動性                      | > 90°                | 80 ～ 90°        | < 80°    |
| 5 | 受け口                          | 下顎を十分突き出せる | 出せない         |          |
| 6 | 体重                            | < 90 kg              | 90 ～ 110 kg     | > 110 kg |
| 7 | 以前の挿管歴                    | 困難なし             | 初回 または 不明 | 困難     |
|   | 合計が4以上なら、挿管作業は困難 |                      |                  |          |

### 例3:トリアージでの判定方法
医療分野での生命危険度を示すトリアージでの判定方法にも使われる
- 改定外傷スコア（英語版）（TRTS）{参考:#図1_外傷スコア}
- 外傷深刻度スコア（英語版）（ISS）

## 関連事項・参考資料
- リスクアセスメント
- エア・フロリダ90便墜落事故 - 1個ずつの要因では事故は発生しないレベルと推定された事故。